# Barker (priimek)
Barker je priimek več oseb:
- Alan Robert Barker, britanski general
- Michael George Henry Barker, britanski general
- Richard Ernest Barker, britanski general
- Evelyn Hugh Barker, britanski general
- Karl Vere Barker-Benfield, britanski general